# 古典體操
古典體操是指在不需要任何健身器材的情况下就可以進行的力量訓練。 俯卧撑、仰臥起坐、捲腹、深蹲、波比跳、引體上升、雙槓屈臂支撐、倒立、平板支撑、俄式挺身、平板支撑、弓步、开合跳這些都屬於古典體操。